# Klaus Störtebeker

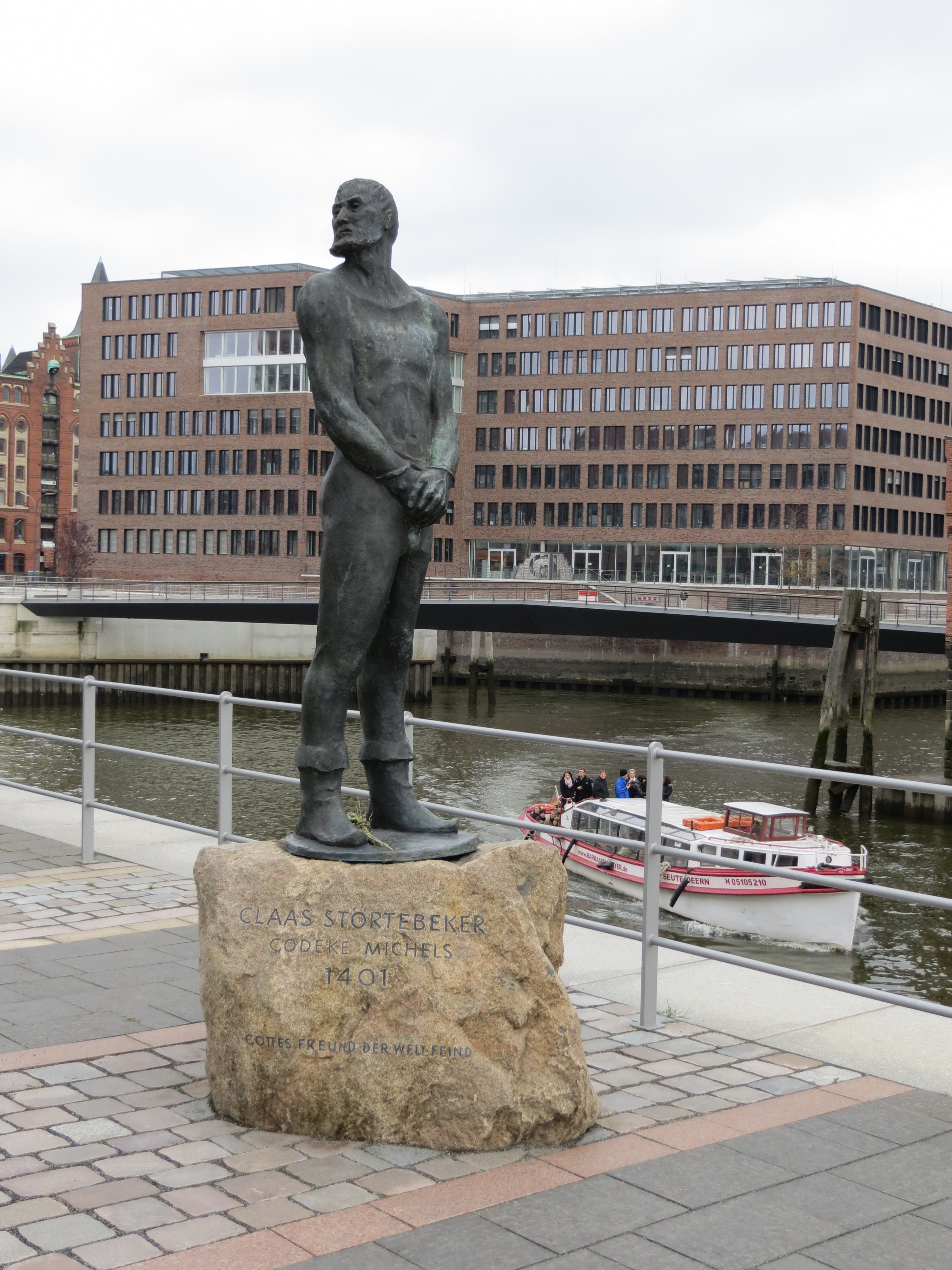
Störtebeker-Denkmal von Hansjörg Wagner auf dem Großen Grasbrook (heute HafenCity, am Störtebeker-Ufer gegenüber dem Internationalen Maritimen Museum) in Hamburg, dem vermuteten Hinrichtungsort

Klaus Störtebeker, auch Klaas Störtebecker, Claas Störtebeker oder Nikolaus Storzenbecher (* um 1360; † angeblich am 20. Oktober 1401 in Hamburg), soll ein Seeräuber und neben den berüchtigten Kapitänen Gödeke Michels, Hennig Wichmann, Klaus Scheld und Magister Wigbold einer der Anführer der auch als Likedeeler (niederdeutsch: Gleichteiler) bezeichneten Vitalienbrüder gewesen sein.
Zeitgenössische Quellen zu Klaus Störtebeker fehlen. Um seine Person ranken sich zahlreiche Legenden, die nicht historisch belegt sind. Diese Legenden werden auch mit einem Nicolao (Nikolaus) Stortebeker und mit einem aus Danzig stammenden Johann Störtebeker (der mindestens bis 1413 lebte) in Verbindung gebracht. Nach Ansicht einiger Historiker war Johann Störtebeker das historische Vorbild für die letztlich legendäre Gestalt des Klaus Störtebeker.

## Leben und Legende

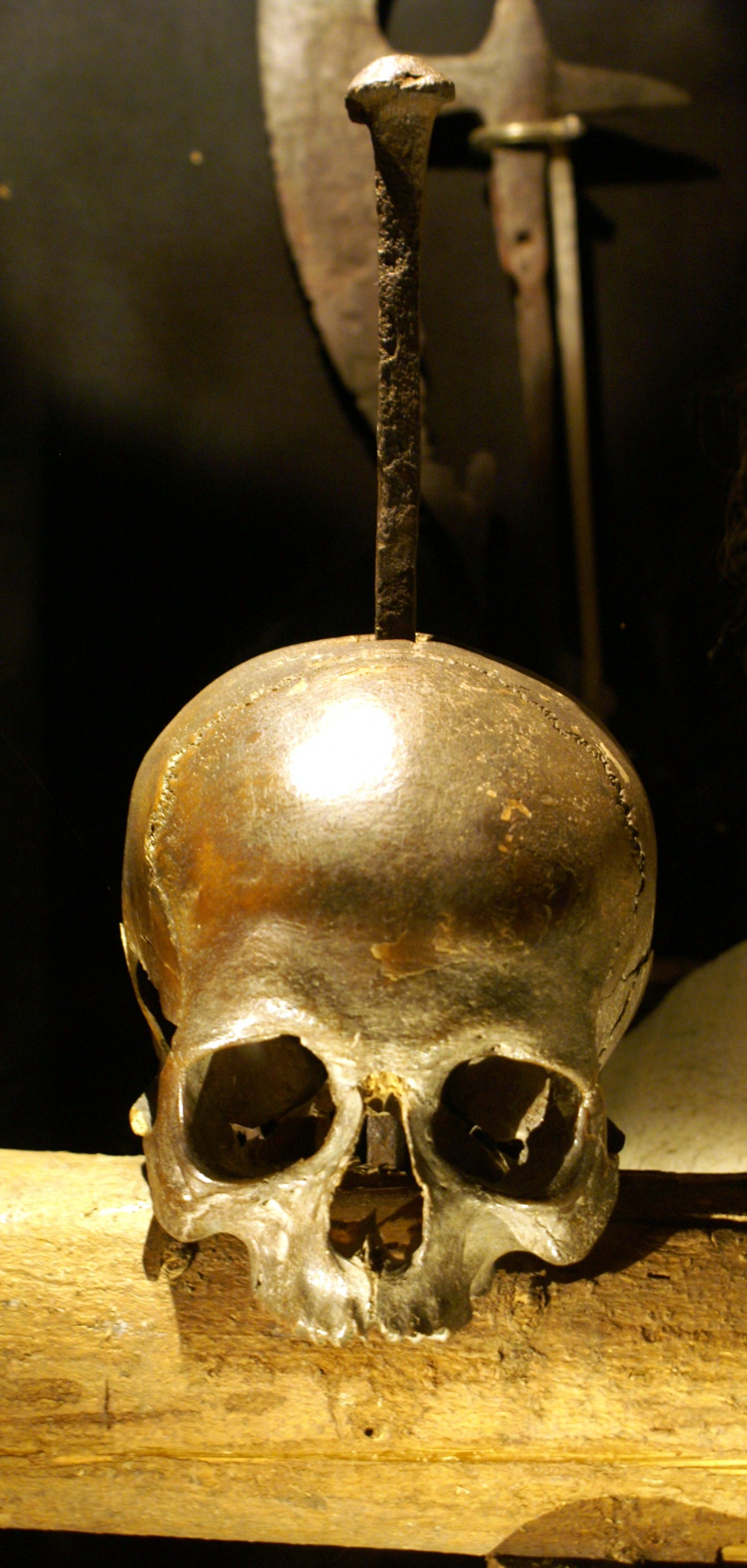
Der Schädel eines in Hamburg um 1400 Hingerichteten, entdeckt 1878 bei Bauarbeiten auf dem Grasbrook (heute: HafenCity), diente als Grundlage der Rekonstruktion von Gesichtszügen

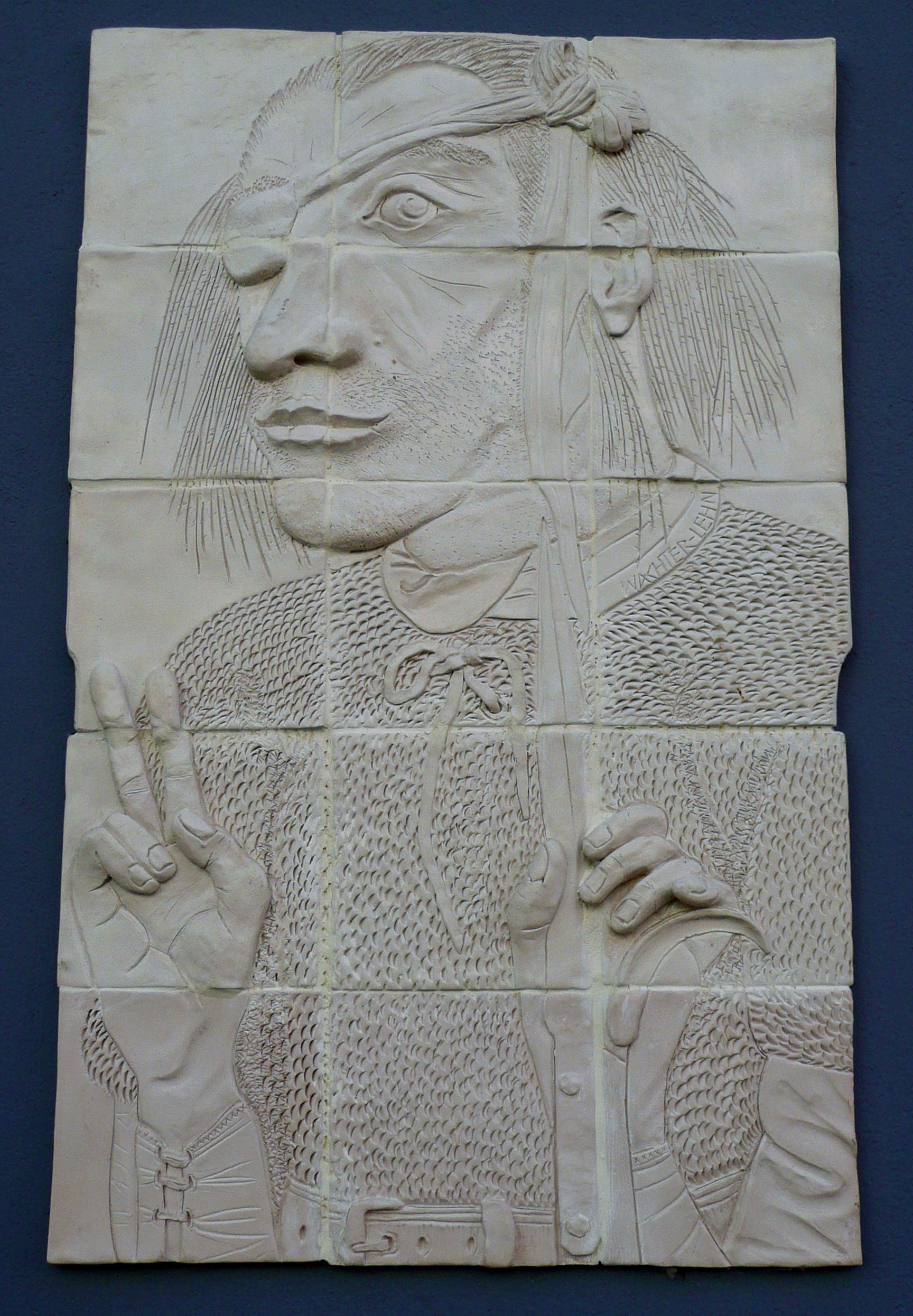
Störtebeker-Relief am angeblichen Geburtshaus in Wismar

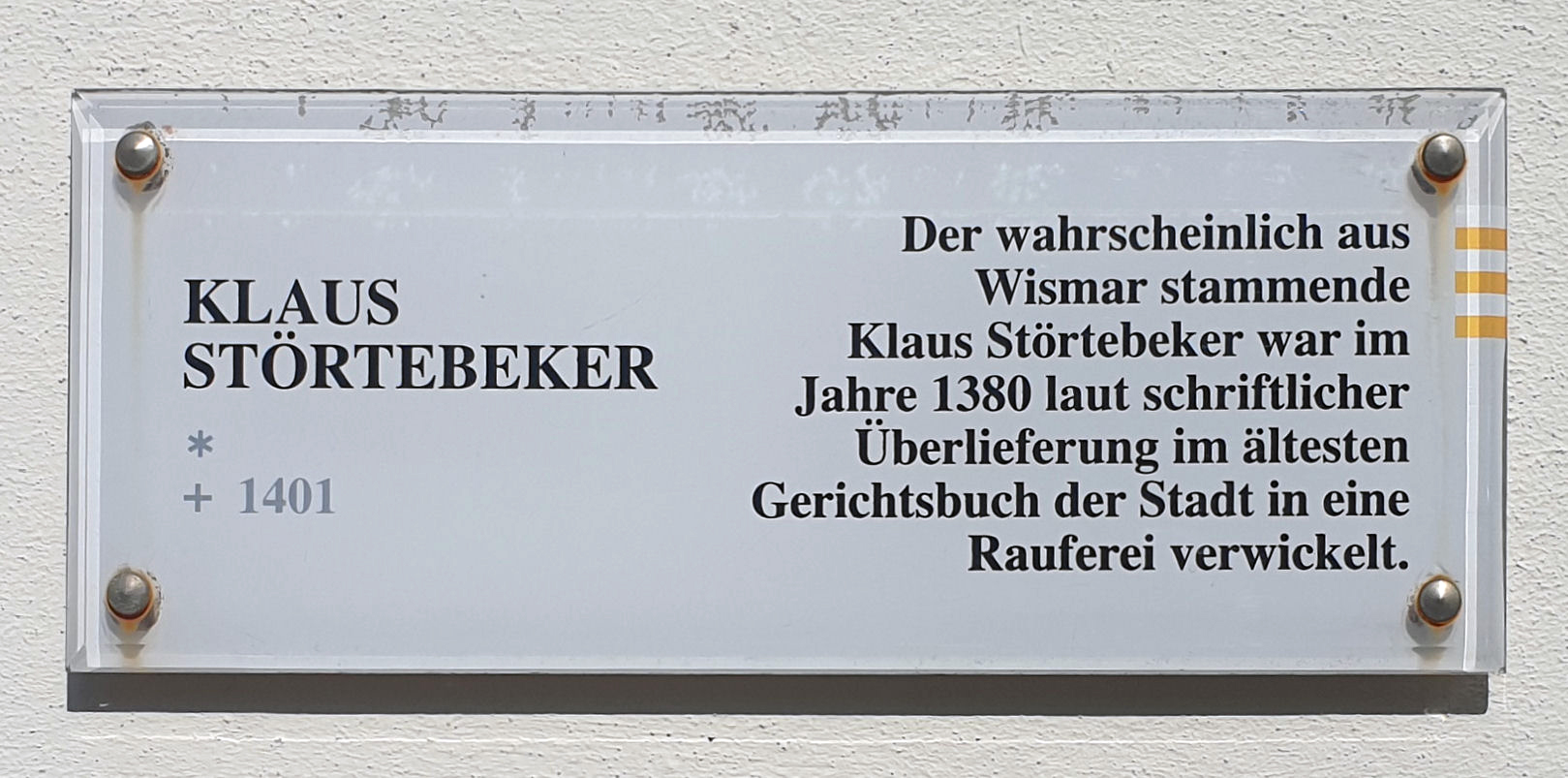
Gedenktafel in Wismar

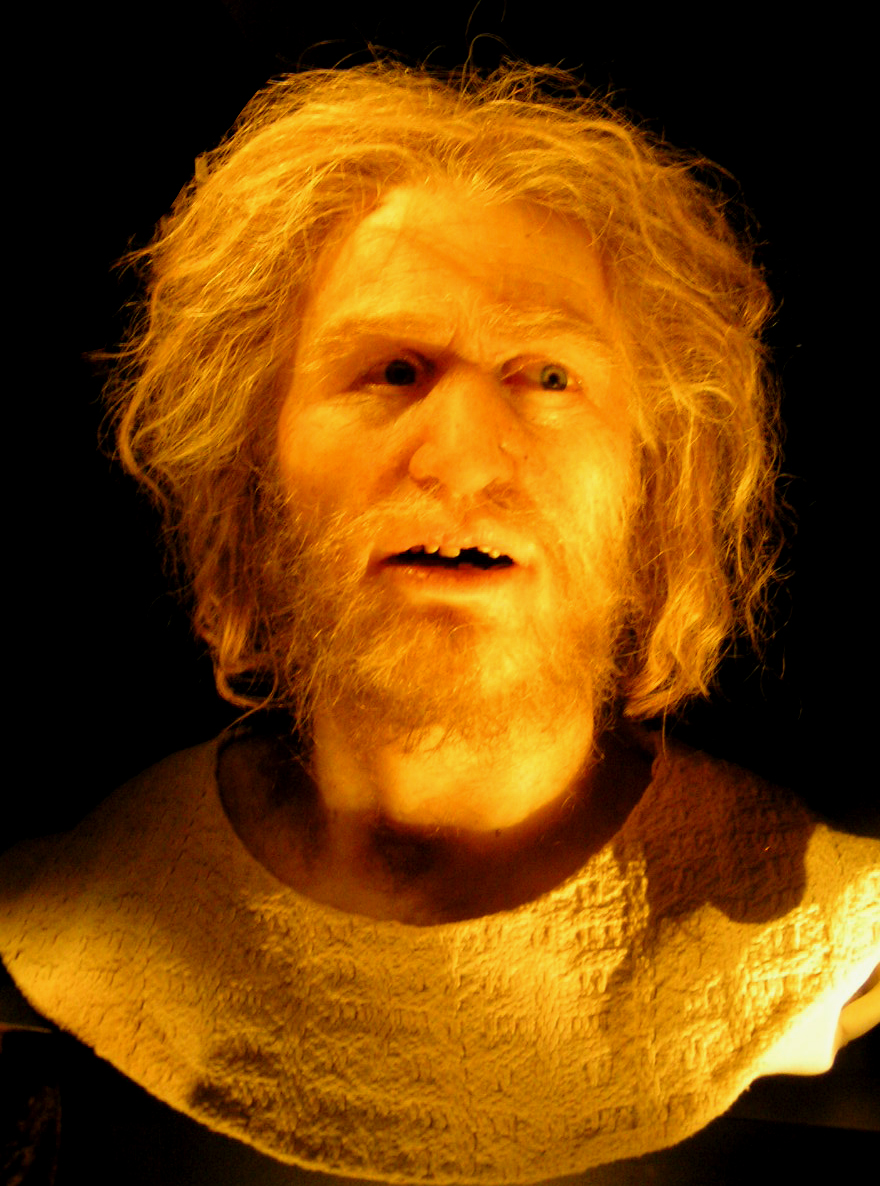
Rekonstruktion des Kopfes eines namenlosen Piraten

Die Herkunft Störtebekers ist nicht bekannt. Es wird vermutet, dass er aus der Gegend von Rotenburg (Wümme) bzw. Verden (Aller) stammt. Anderen Autoren zufolge stammt er aus Wismar. Im Liber proscriptorum, dem „Verfestungsbuch“ der Stadt Wismar, ist im Jahre 1380 ein Vorfall festgehalten, wonach zwei Wismarer Bürger aus der Stadt gewiesen wurden, weil sie einem anderen in einer Schlägerei verschiedene Knochenbrüche zugefügt hatten. Der Betroffene der Auseinandersetzung wird als „nicolao stortebeker“ bezeichnet. Es ist möglich, dass dieser Nikolaus Störtebeker später als Klaus Störtebeker in die Geschichte einging.
Nach späteren Legenden hat sich der Freibeuterkapitän den Namen Störtebeker (aus dem Niederdeutschen von „Stürz den Becher“) wegen seiner Trinkfestigkeit als Spitznamen verdient. So soll er einen Vier-Liter-Humpen (einen ellenhohen Becher) Wein oder Bier in einem Zug leergetrunken haben. Ein Störtebeker-Pokal der Hamburger Schiffergesellschaft wurde um 1650 angefertigt. In dem Wismarer Verfestungsbuch wird „Stortebeker“ als Familienname aufgeführt, und als Familienname existiert er noch heute – es leben mehrere „Störtebekers“ mit verschiedener Schreibweise in Norddeutschland. So ist es unklar, ob der Nachname erst mit Klaus Störtebeker entstand oder ob er ihn als Familiennamen geerbt hat.
Ins öffentliche Bewusstsein trat Störtebeker wohl nach der Vertreibung der Vitalienbrüder von Gotland als Kapitän der Likedeeler. Dort hatten die Vitalienbrüder, die sich als Freibeuter selbstständig gemacht hatten, von 1394 bis 1398 Schutz hinter den Mauern der Stadt Visby gesucht. Ursprünglich unterstützten sie König Albrecht von Schweden im Kampf gegen die dänische Königin Margarethe I. und betrieben dazu auch Seeräuberei in Nord- und Ostsee. Den Übergriffen auf die Schiffe der Dänen und Lübecker, die auf dänischer Seite standen, folgten bald Überfälle auf andere Schiffe der Hanse. Hierfür hatten die Vitalienbrüder Kaperbriefe erhalten. Damit konnten sie die erbeuteten Waren in Wismar frei auf dem Markt verkaufen.
Seit 1396 hatten die Vitalienbrüder auch Unterstützung in Marienhafe, Ostfriesland, wo Störtebeker eine Tochter des friesischen Häuptlings Keno ton Broke geheiratet haben soll. Zudem soll ihm in der Marienkirche Unterschlupf gewährt worden sein, weshalb der Kirchturm „Störtebekerturm“ genannt wird. Diplomatischer Druck seitens der Hansestädte führte zum Verlust dieser Operationsbasis. Am 15. August 1400 beurkundete Herzog Albrecht I. von Bayern, Graf von Holland und Hennegau, einen mit den Vitalienbrüdern geschlossenen Vertrag. Diesem zufolge nahm er 114 Vitalienbrüder auf und stellte sie unter seinen Schutz. Acht Hauptleute werden namentlich genannt, darunter ein Johan Stortebeker. Es ist unwahrscheinlich, dass sich ein weiterer Anführer mit dem Namen Störtebeker in den Vordergrund gedrängt hat. Darum kann angenommen werden, dass Klaus Störtebeker nicht wie Gödeke Michels nach Norwegen geflohen war, sondern sich weiterhin nahe der Nordsee aufhielt.
Beim Versuch, den Seehandel mit England und Holland vor Piratenangriffen zu schützen, verstärkten die Hanse und insbesondere die Hansestadt Hamburg die Verfolgung und Bekämpfung Störtebekers und Gödeke Michels‘. Störtebeker soll den überlegenen Hansekoggen mit seinen Schiffen aber immer wieder auf die hohe See entkommen sein.

### Festnahme und Hinrichtung

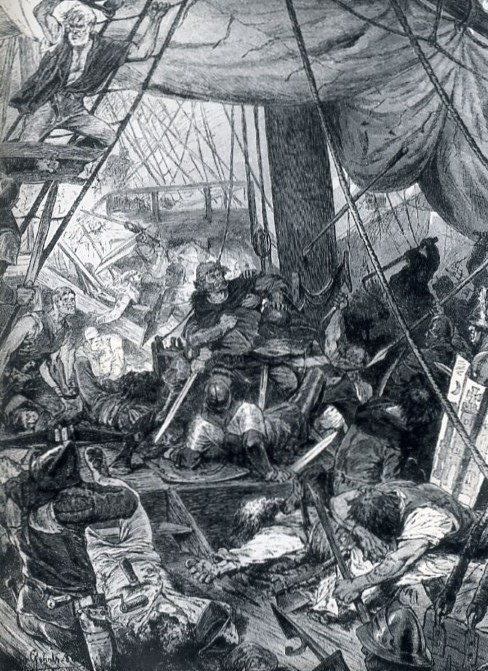
Störtebeker wird bei Helgoland besiegt. Historisierende Darstellung aus dem Staatsarchiv Hamburg

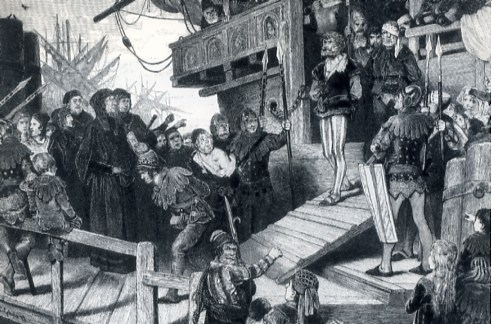
Einbringung Klaus Störtebekers in Hamburg. Historisierender Holzstich von Karl Gehrts, 1877, Staatsarchiv Hamburg

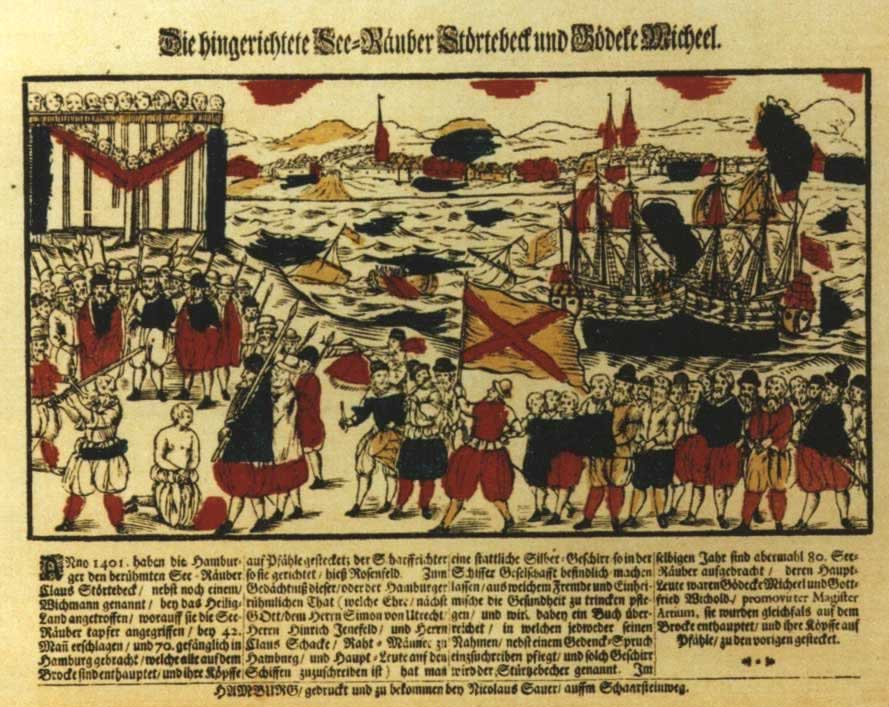
Hinrichtung der Vitalienbrüder auf dem Grasbrook in Hamburg. Flugblatt aus dem Jahre 1701 aus dem Hamburger Staatsarchiv

Am 22. April 1401 wurde Klaus Störtebeker auf seinem Schiff Toller Hund gemäß der späteren Überlieferung von einem Verband hamburgischer Friedeschiffe unter Nikolaus Schocke und Hermann Lange, beide Hamburger Ratsherren und Englandfahrer, vor Helgoland gestellt und nach erbittertem Kampf gefangen genommen. Ein Verräter soll Störtebekers Schiff manövrierunfähig gemacht haben, indem er flüssiges Blei in das Ruder gegossen habe. Alternativ wird dies mit der Zerstörung des Hauptmastes durch Geschosse der Bunten Kuh erklärt. Auf der Bunten Kuh wurden die Gefangenen nach Hamburg gebracht.
Klaus Störtebeker wurde am 21. Oktober 1401 mit 72 Gefährten, unter ihnen sein Steuermann Humbert Grobherz, auf dem Grasbrook vor Hamburgs Hafeneinfahrt vom Scharfrichter Rosenfeld aus Buxtehude enthauptet. Um Todesurteil und Hinrichtung ranken sich mehrere Legenden: so soll Störtebeker dem Rat nach dem Todesurteil für Leben und Freiheit eine goldene Kette angeboten haben, die um die ganze Stadt reichen sollte – was der Rat aber zurückwies. Als man den legendären Goldschatz der Likedeeler nicht finden konnte, wurde das Schiff an einen Schiffszimmermann verkauft. Als dieser die Säge ansetzte, um das Schiff zu zerlegen, traf er auf etwas Hartes: In den Masten verborgen war der Schatz, einer mit Gold, der andere mit Silber und der dritte mit Kupfer angefüllt; er ließ aus dem Gold eine Krone für den Turm Hamburger Kirche Sankt Katharinen anfertigen.
Einer anderen Legende nach soll Kersten Miles, der Bürgermeister von Hamburg, versprochen haben, allen Männern das Leben zu schenken, an denen Störtebeker nach seiner Enthauptung vorbeiginge. An elf Männern schritt der Geköpfte vorbei, bevor ihm der Henker den Richtblock vor die Füße warf (bzw. ihm laut einer anderen Version ein Bein stellte). Nach dem Sturz des Piraten brach der Bürgermeister sein Versprechen, und alle 73 Seeräuber wurden enthauptet.
Eine weitere Legende berichtet, dass der Scharfrichter Rosenfeld alle 73 Enthauptungen selbst und fehlerfrei durchgeführt habe. Als ihn ein Mitglied des Rates darob lobte, soll er geantwortet haben, das sei noch gar nichts, er könne auch noch den gesamten versammelten Rat hinrichten. Daraufhin wurde er in Gewahrsam genommen und selbst vom jüngsten Ratsmitglied enthauptet. Die Köpfe der Seeräuber wurden längs der Elbe aufgespießt. Angebliche Hinterlassenschaften Störtebekers, wie sein Trinkbecher, wurden beim großen Hamburger Brand 1842 vernichtet.

### Identifikation mit Johann Stortebeker
Das Störtebekerbild wird relativiert durch Forschungsergebnisse, die 2007 in den Hansischen Geschichtsblättern publiziert und am 26. Dezember 2007 in der NDR-Fernsehdokumentation Der wahre Schatz des Störtebeker einem breiten Publikum vorgestellt wurden. Der Historiker Gregor Rohmann nimmt an, dass Geschichten und Berichte um den Piraten Klaus Störtebeker ihren Ursprung im Danziger Kapitän, Kaufmann und Fehdehelfer Johann Stortebeker haben. Johann Stortebeker wird erstmals in deutschen Gerichtsakten im April 1405 erwähnt. Demzufolge wurde er zu einer Geldstrafe verurteilt, weil er eine Handelssperre preußischer Städte gegen England missachtet hatte. Johann Stortebeker wurde am 15. August 1400 von Albrecht von Holland zusammen mit 114 Vitalienbrüdern angeworben, um dessen schärfste Konkurrenz im Handel, die Hanse, zu schwächen. In diesem Abkommen wird ausdrücklich ein Johan Stortebeker genannt. 1413 wurde Kapitän Johann Stortebeker vom englischen König Heinrich V. mit 40 Mann Besatzung unter Vertrag genommen, um englische Handelsschiffe zu beschützen.
Sollte sich Rohmanns Annahme bestätigen, wäre Störtebeker weder 1401 auf dem Hamburger Grasbrook hingerichtet worden, noch wäre „Nicolao Störtebeker“ aus dem Wismarer Verfestungsbuch mit dem Kapitän Störtebeker identisch. Auch die Zuschreibung des Schädels aus dem Museum für Hamburgische Geschichte würde damit hinfällig – er gehörte damit einem namenlosen Hingerichteten des Mittelalters. Den Piraten Klaus Störtebeker hätte es demnach nicht gegeben.
Der Name Klaus Störtebeker tauchte in den Quellen erstmals in Hermann Korners Chronica Novella von 1435 auf und wurde insbesondere durch Albert Krantz in seiner damals sehr populären Wandalia (1518) verbreitet. Korner fügt in einer neueren Fassung seiner Chronik den Vornamen Clawes für Stortebeker ein, später in der lateinischen Version Nikolaus, wohl nach dem Bischof Nikolaus von Myra aus dem 3./4. Jahrhundert, der Seefahrern als Schutzheiliger galt. Die 1430 begonnene „Rufus-Chronik“ nimmt Korners Vorgabe auf und nennt Störtebeker „Clawes“. Bei späteren Autoren wird daraus die modernere Version Klaus.

## Rezeption

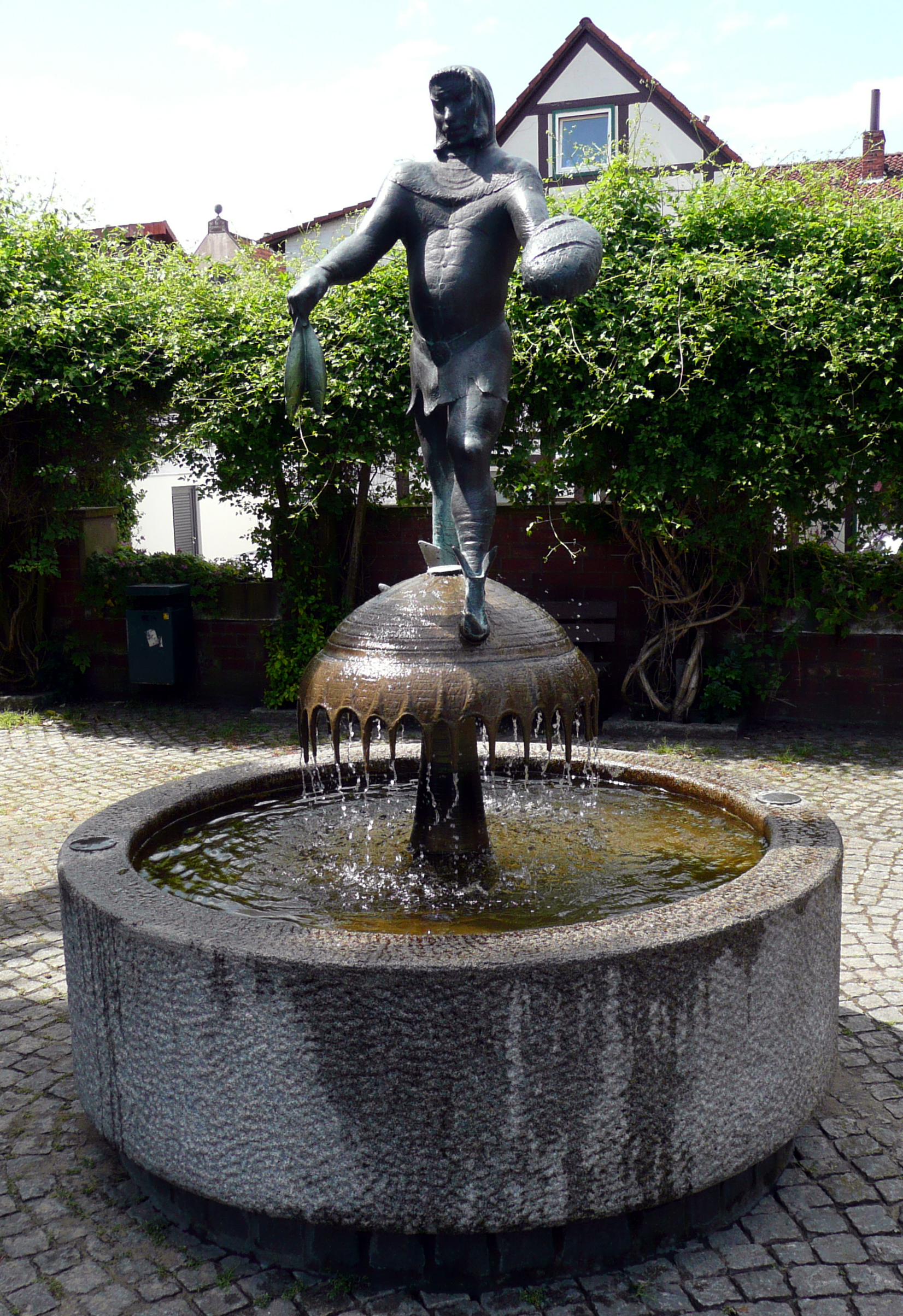
Störtebeker-Brunnen in Verden (Aller)

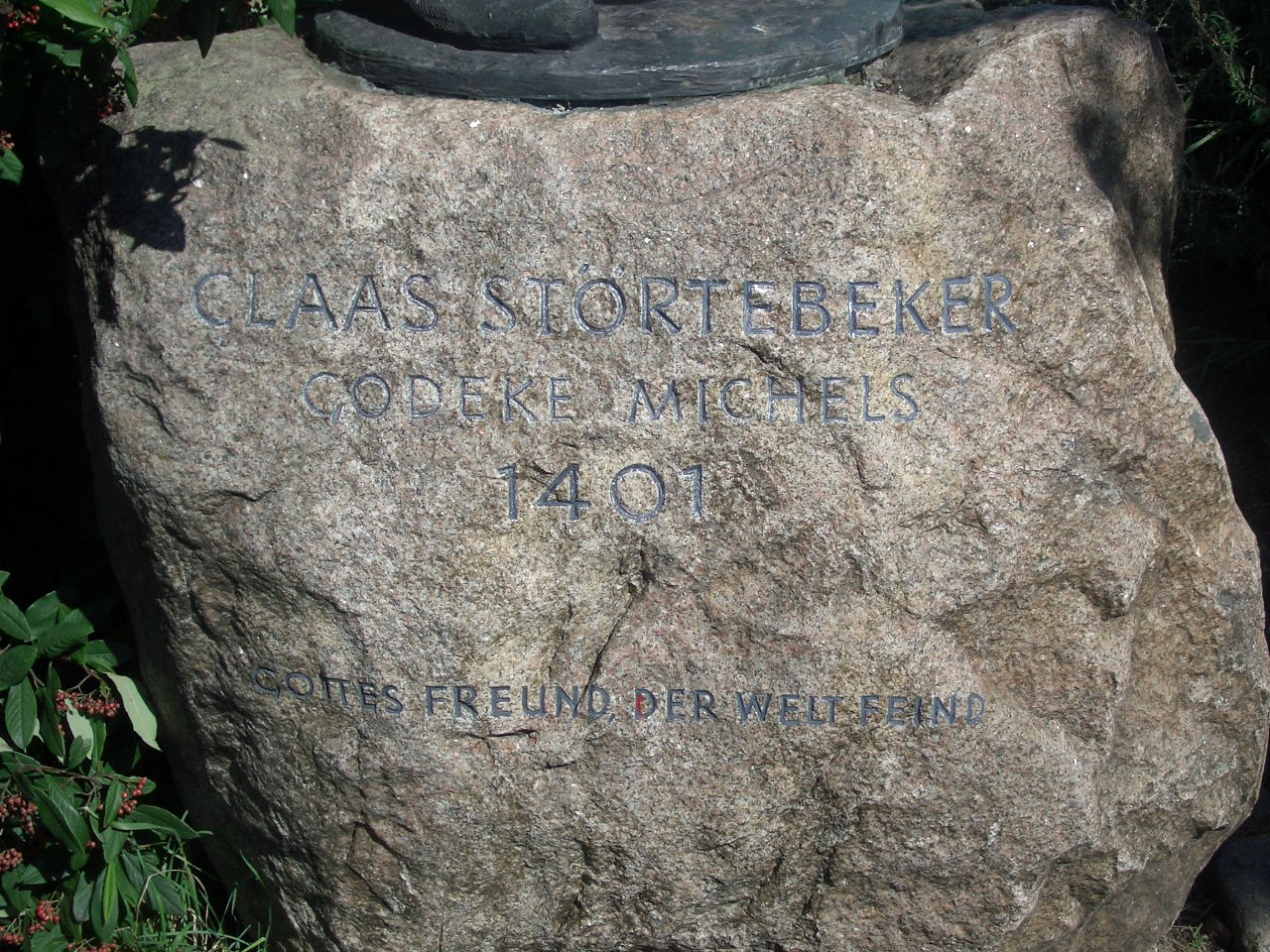
Beschriftung des Denkmals in Hamburg

Die Störtebeker-Überlieferung kann erstmals in der ersten Hälfte des 15. Jahrhunderts festgemacht werden. Auffällig ist dabei, dass der Seeräuber in der hamburgischen Überlieferung trotz seiner Gegnerschaft zur Stadt auch ehren- und heldenhaft dargestellt wird. Möglicherweise sollte diese Heroisierung des Gegners den Sieg über ihn noch glänzender erscheinen lassen und damit den Ruhm der Stadt Hamburg mehren. Ähnlich wird auch die Tatsache interpretiert, dass Gödeke Michels in der älteren Überlieferung gleichbedeutend neben Störtebeker steht, im Verlauf der Jahrhunderte aber zur Nebenfigur hinabsinkt. Derjenige Seeräuber, der sich der hamburgischen Macht entziehen konnte, verliert also an Bedeutung.

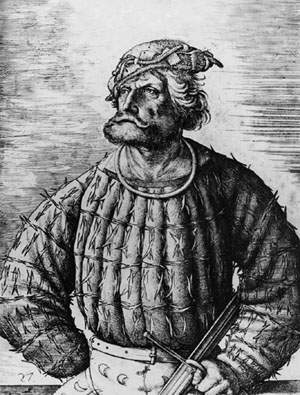
Das häufig als Störtebeker-Porträt verwendete Bildnis des Kunz von der Rosen

Die von Daniel Hopfer um das Jahr 1515 geschaffene und vom Nürnberger Kunsthändler David Funck 1682 unter dem Titel „Claus Stürtz den Becher“ veröffentlichte Radierung stellt in Wirklichkeit Kunz von der Rosen dar, den Schalknarren und Berater Kaiser Maximilians, der 100 Jahre nach Störtebeker lebte.
Vom frühen 18. Jahrhundert an mehren sich die literarischen und dramaturgischen Bearbeitungen des Störtebeker-Stoffs. Unter anderem versuchte sich Theodor Fontane in den 1890er Jahren an der Figur. Er fertigte jedoch nur einzelne Kapitelentwürfe und Fragmente. Eine erste wissenschaftliche Auseinandersetzung mit den verschiedenen Störtebeker-Überlieferungen erfolgte 1933 in dem Werk Klaus Störtebeker und Gödeke Michael in der deutschen Volkssage von Annelies Blasel.
Der 1878 von Arbeitern auf dem Grasbrook (heute: HafenCity) gefundene und als „Störtebeker-Schädel“ im Museum für Hamburgische Geschichte ausgestellte Schädel konnte nicht Klaus Störtebeker zugeordnet werden. Auch mit Hilfe kanadischer Forensik-Experten konnte das gut 600 Jahre alte Knochenmaterial genetisch nicht mehr entschlüsselt werden. Am 9. Januar 2010 wurde der Schädel aus dem Museum gestohlen und im März 2011 von der Polizei sichergestellt.

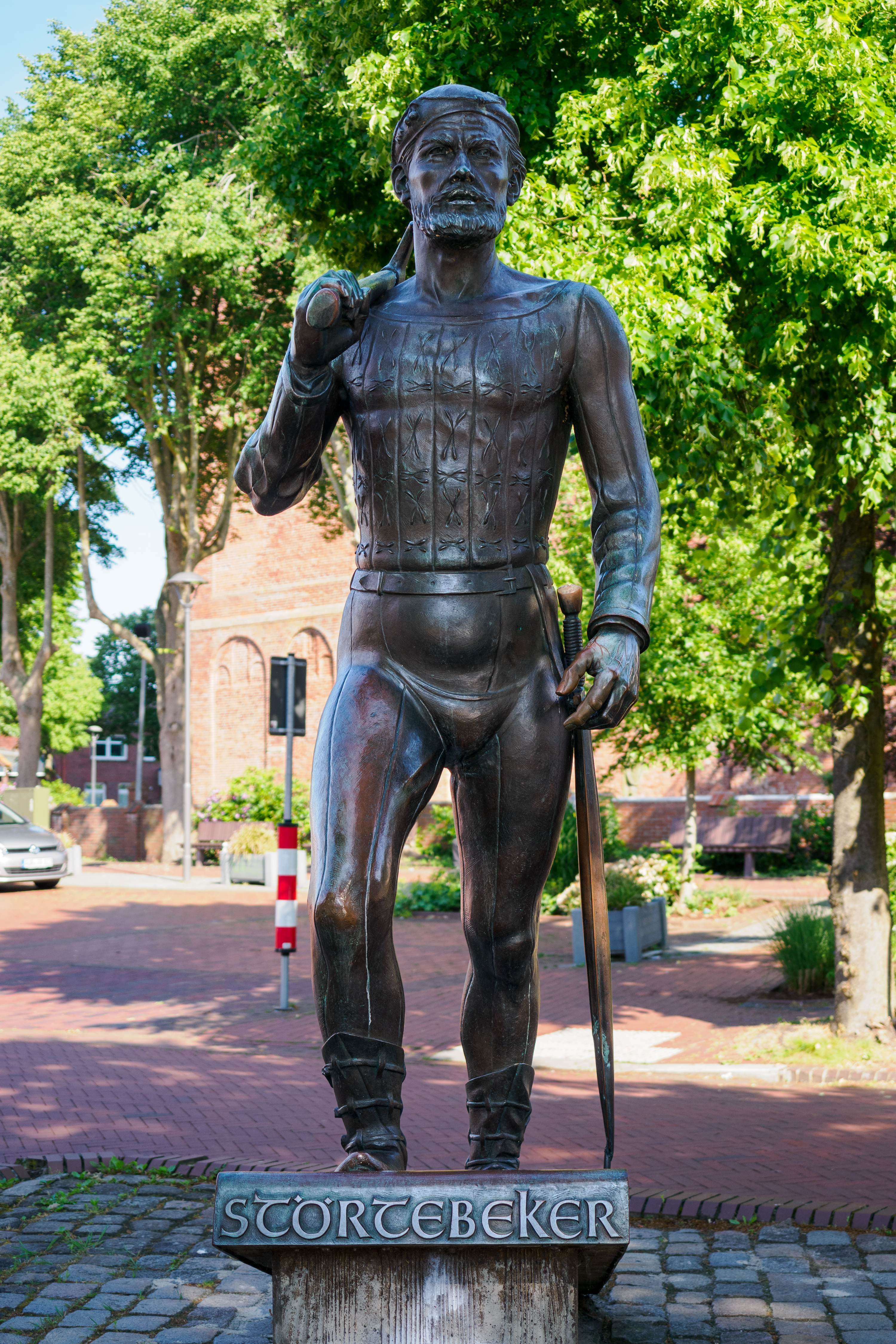
Denkmal in Marienhafe

- Interpretationen des Stoffs in den 1920er Jahren, unter anderem von Klabund und Ehm Welk.[6]
- In Ralswiek auf Rügen werden jährlich auf einer Naturbühne die Störtebeker-Festspiele veranstaltet. Die Stralsunder Brauerei war zwischenzeitlich Sponsor und nannte sich in Störtebeker Braumanufaktur um. Auch im ostfriesischen Marienhafe wird alle drei Jahre auf dem Marktplatz ein plattdeutsches Störtebeker-Freilichtspiel aufgeführt. Die letzte Aufführung fand im Sommer 2014 statt.
- Störtebeker soll im Kellerverlies des Schlosses Gottesgabe (bei Schwerin) eingesessen haben, seinerzeit im Besitz der Familie seines Vitalienbruders Marquard von Preen.
- In der Stubbenkammer auf Rügen soll Klaus Störtebeker einen Schatz versteckt haben. Auch die Störtebeker-Kuhle in der Nähe von Heringsdorf[10] wird als Versteck genannt, und die goldene Kette, mit der er sich in Hamburg freikaufen wollte, soll im Burggraben von Venz liegen. Eine ähnliche Sage verbindet sich mit dem zu Klanxbüll gehörenden Hof Bombüll, von dem angeblich ein Geheimgang durch den Deich hindurch zum Meer führte.

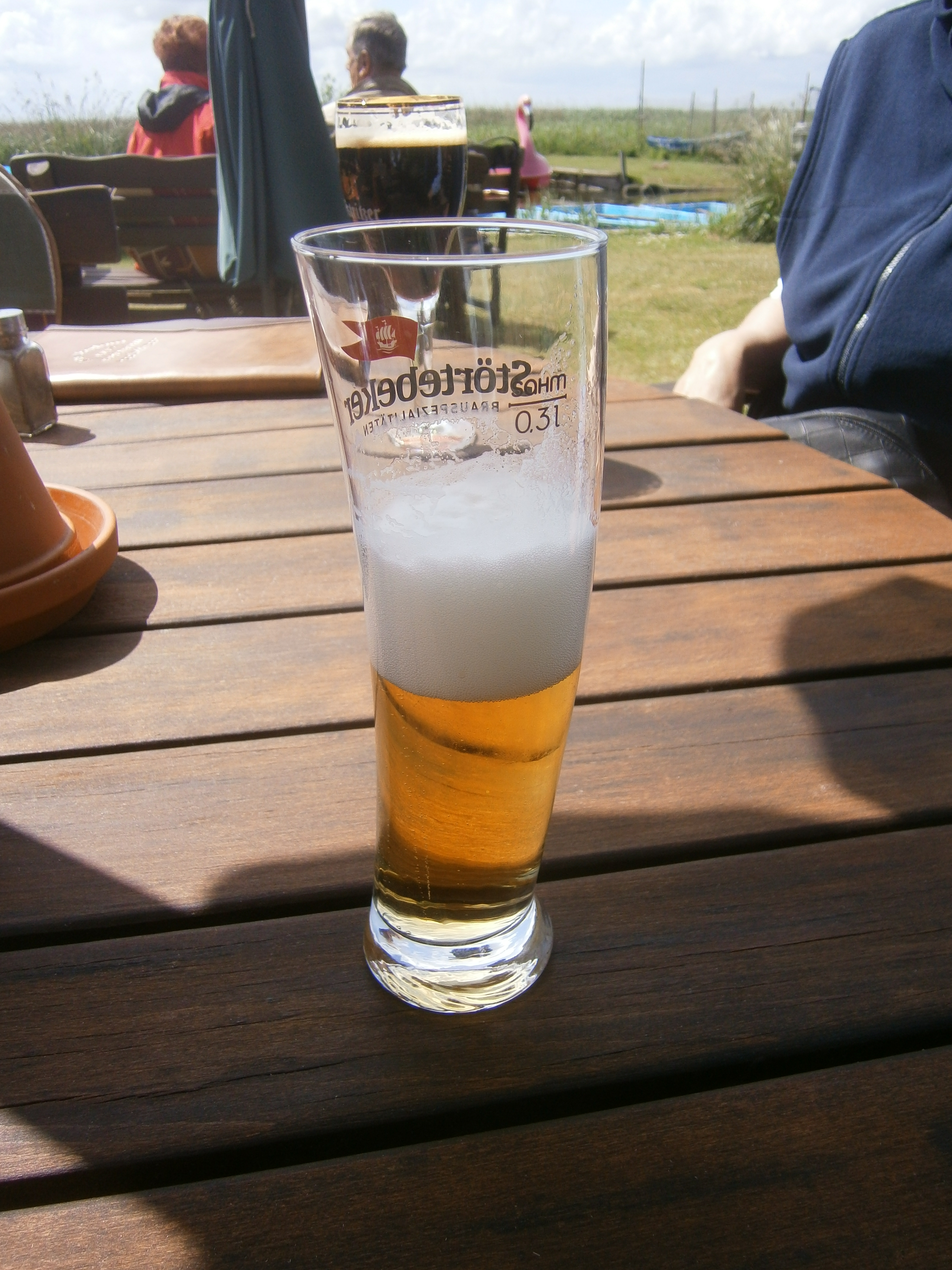
Das Segelglas einer Stralsunder Bierbrauerei soll Assoziationen an Störtebekers Segelschiffe wecken.

- An der Holler St. Dionysius-Kirche sollen die Schiffe von Störtebeker und Gödeke Michael an eisernen Ringen befestigt worden sein, wenn die beiden Seeräuber Holle als Rückzugsort nutzten.[11]
- Vor dem Rathaus der Stadt Verden (Aller) werden alljährlich vier Fässer Heringe und 530 Brote an die Bürger verteilt. Anlass ist die traditionelle „Störtebeker-Spende“, auch „Lätare-Spende“ genannt, da sie am Montag nach Lätare (drei Wochen vor Ostern) stattfindet.[12] Klaus Störtebeker und Gödeke Michels sollen im Dom zu Verden sieben Fenster zur Abbüßung ihrer sieben Todsünden gestiftet haben. Das auf die Spende hinweisende angebliche Wappen Störtebekers ist allerdings das des Verdener Bischofs Nikolaus von Kesselhut.[13]
- 2008 wurde der „Störtebeker SV“ (mit vollem Namen: HafenCity, Alt- und Neustadt Sport, Störtebeker Sportverein) gegründet. Es ist der erste Hamburger Sportverein, der die Anwohner der Hamburger Innenstadt anspricht. 2009 wurde der neue Sportplatz HafenCity eröffnet, wo auch das Störtebeker-Denkmal steht.
- Die ostfriesischen Gemeinden Marienhafe, Großheide und Hage haben sich zum Tourismusverband Störtebekerland zusammengeschlossen.[14] Auch eine Ferienstraße, die von der Grünen Küstenstraße in Höhe von Leer abzweigende Störtebekerstraße, erinnert an den Seeräuber. Sie verbindet die niedersächsischen Küstenorte.[15]
- Die Stralsunder Braumanufaktur setzte den lizenzfreien Namen Störtebeker als lokale Marke für die Firma und die Biermarke ein. Als Alleinstellungsmerkmal wurde zudem das Segelglas entworfen.

### Verarbeitung in Musik und Medien
Die Geschichte von Störtebeker ist seit den 1550er Jahren als Lied in 26 Strophen überliefert. Eine Melodie dazu findet sich aber erst Anfang des 17. Jahrhunderts in dem Lauten- und Liederbuch des Rostocker Studenten und späteren Pastoren Petrus Fabricius.
Der Barockkomponist Reinhard Keiser schrieb die zweiteilige Oper Störtebeker und Jödge Michels (1701), von der nur das Libretto erhalten ist. Im angehenden 19. Jahrhundert kursierte in Norddeutschland ein Spottlied: „Vor vielen Jahren lebte, o Graus, hoch oben im Norden, der wilde Klaus […]“.
1932 verfasste der Oldenburger Autor Heinrich Diers das plattdeutsche Theaterstück Dat Musfallnspill. Een Störtebeker-Spill in dree Akten. Bei der Uraufführung an der Niederdeutschen Bühne in Hamburg am 30. März 1932 wurde die Doppelrolle Klas Störtebeker/Musfallnkeerl mit Rudolf Beiswanger besetzt.
Der Schriftsteller Kurt Barthel schrieb 1959 die Ballade Klaus Störtebeker, die in den Jahren 1959 bis 1961 und 1980 bis 1981 in Ralswiek auf Rügen im Rahmen der „Rügenfestspiele“ unter der Leitung von Hanns Anselm Perten und der Chorleitung von Günther Wolf mit jeweils ca. 2.000 Mitwirkenden aufgeführt wurde. Die Ballade von Kurt Barthel wurde durch Lev Ginzburg in die russische Sprache übersetzt und erschien 1963 und 1980 in Verlagen der Sowjetunion. Seit 1993 finden auf Rügen jährlich die Störtebeker-Festspiele statt.
Im August 2014 fand in Lübeck die Uraufführung der „Piratenoper für junge Menschen“ Störtebeker mit der Musik von Gabriele Pott statt.
2019 wurde das Schauspiel Wer ist der Mann ohne Kopf? – Die Störtebeker-Story in Rodgau uraufgeführt.
Die Thematik um Klaus Störtebeker wurde bereits mehrfach verfilmt:
- Störtebeker. ein verschollener Stummfilm von 1919, in dem Ernst Wendt Regie führte.[23]
- Das Mädchen Störtebeker, eine fünfteilige Fernsehserie des Fernsehens der DDR von 1980, Regie Karl-Heinz Bahls.
- Störtebeker. ein von der ARD produzierter und zu Ostern 2006 ausgestrahlter zweiteiliger Fernsehfilm.[24][25]
- Der wahre Schatz des Störtebeker. eine NDR-Dokumentation von Arne Lorenz, ausgestrahlt 2007.[26]
- 12 Meter ohne Kopf, ein Kinofilm aus dem Jahr 2009 unter der Regie von Sven Taddicken mit Ronald Zehrfeld als Störtebeker.

Musikalisch behandelten ihn unter anderen die Hamburger Punkband Slime mit dem Lied Störtebeker auf ihrem Album Alle gegen Alle, die Folk-Punkband Across the Border auf ihrem Album Loyalty mit einer Coverversion des Slime-Liedes, die deutsche Heavy-Metal-Band Running Wild mit einem gleichnamigen Lied, In Extremo. In dem Lied Nordisch by Nature von der Hamburger Hip-Hop-Gruppe Fettes Brot wird ebenfalls Bezug auf Störtebeker genommen. Auch die Gruppe Santiano besingt auf ihrem 2017 veröffentlichtem Album Im Auge des Sturms in dem Lied Liekedeeler die Hinrichtung Störtebekers.
Die Rockband Transit schuf 1981 die 45-minütige Störtebeker-Rocksuite, welche 1997 erstmals komplett auf CD veröffentlicht wurde.
1999 veröffentlichte der Comic-Autor Harm Bengen die Graphic Novel Störtebeker, die die letzten zehn Lebensjahre Störtebekers schilderte. Der Autor Patrick Wirbeleit und der Comiczeichner Kim Schmidt brachten im Mai 2004 den Comicband Störtebeker-Freunde und Feinde heraus. Der Band erzählt die Geschichte des jungen Piraten Störtebeker.

### Nach Klaus Störtebeker benannte Schiffe und Gebäude

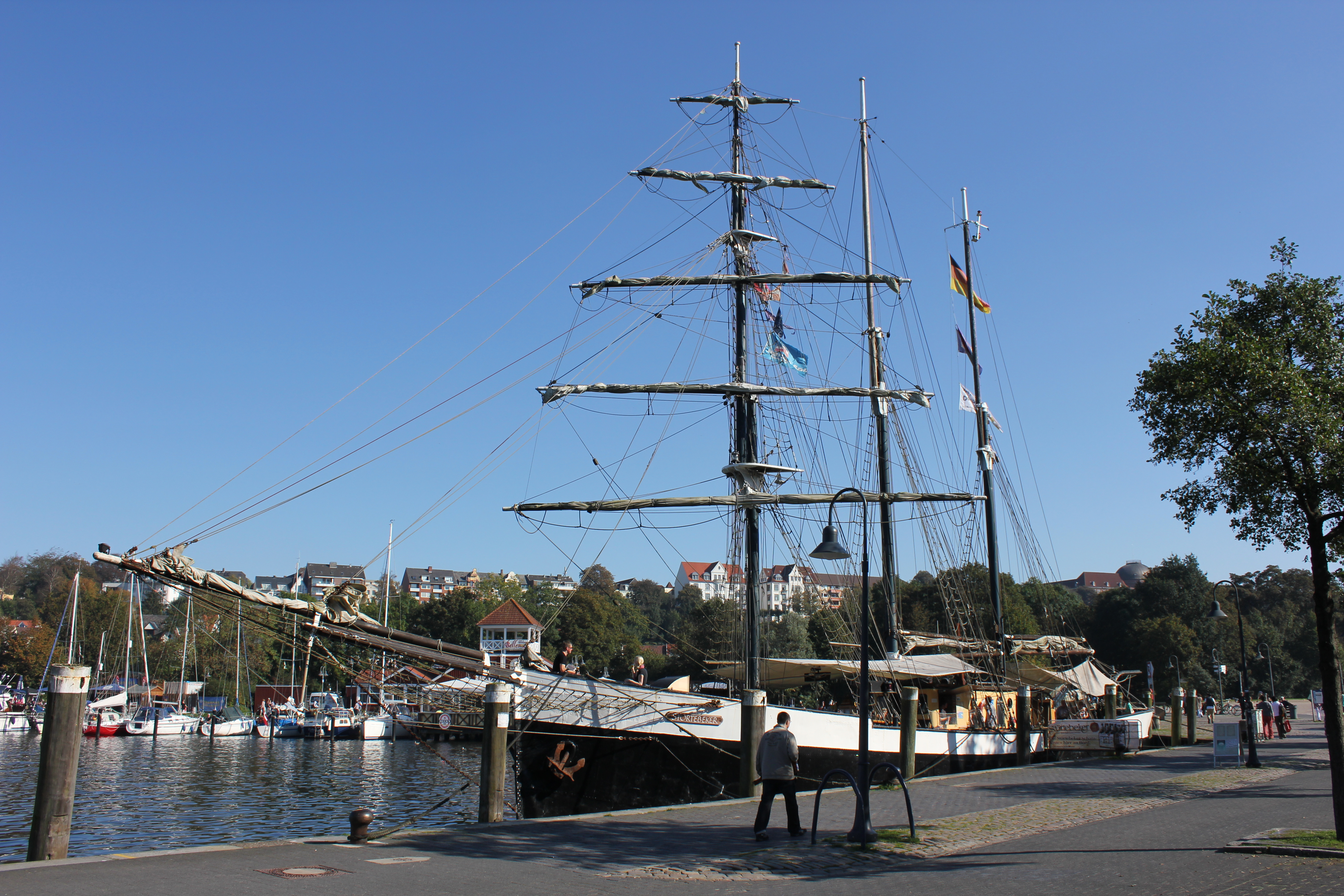
Ein Segler aus dem Jahr 1885 mit dem Namen Störtebeker im Flensburger Hafen (2011)

Zahlreiche Schiffe erhielten den Namen Störtebeker, u. a.:
- Das Versuchsboot Störtebeker der Kriegsmarine war als Minensuchboot M 66 im Jahre 1917 für die Kaiserliche Marine in Dienst gestellt worden. Es wurde ab 1937 von der Kriegsmarine als Versuchsboot unter dem Namen Störtebeker eingesetzt, im Oktober 1940 in M 566 umbenannt und ab Mitte 1944 als Führer- und Geleitschiff einer Minenräumflottille eingesetzt. In dieser Funktion diente es auch nach dem Zweiten Weltkrieg im Deutschen Minenräumdienst. Das Boot wurde 1950 abgewrackt.
- Der 1917 für die Kaiserliche Marine gebaute Fischdampfer Störtebeker wurde 1918 zur U-Boot-Schule abkommandiert, 1919 aber an die private Fischerei-Industrie verkauft und als Johs. Thode in Dienst gestellt. Er strandete 1929 bei Kap Teriberka auf der Halbinsel Kola.
- Ausflugsschiff der Wyker-Dampfschiffs-Reederei seit 1969. Es wurde 2009 verkauft an die Rijf Shipping BV und 2011 weiterverkauft an Kapitän Jelle Bos. Das Schiff fährt immer noch unter dem Namen Störtebeker.
- Das ehemalige Motorschulboot Patriot der GST-Seesportschule Greifswald-Wieck, der späteren GST-Marineschule „August Lütgens“, das dort von 1956 bis 1960 im Dienst war, erhielt nach Übernahme durch die Pionierorganisation Ernst Thälmann, Haus der Jungen Pioniere Stralsund, am 1. Mai 1961 den Namen Klaus Störtebeker. Es diente den Jungen Matrosen in Stralsund fünfzehn Jahre als schwimmende Ausbildungsstätte und wurde 1977 abgewrackt.
- Das ehemalige Motorschulschiff Freundschaft ex. Fürstenberg der GST-Seesportschule, später GST-Marineschule „August Lütgens“ in Greifswald-Wieck – dort von 1959 bis 1973 in Dienst und scherzhaft „Hochhaus“ genannt – kam danach ebenfalls nach Stralsund und wurde zum Pionierschiff umgebaut. Als neue Klaus Störtebeker versah das Schiff unter der Flagge der Pionierorganisation seinen Dienst bis zur Wende. Anschließend wurde das Schiff von der Hansestadt Stralsund übernommen und erhielt einen Liegeplatz im Hafen der Insel Dänholm im Strelasund. Heute untersteht das Schiff der dortigen Segelschule und ist Bestandteil ihres Freizeitangebotes für Kinder und Jugendliche; siehe auch Pionierorganisation Ernst Thälmann.
- Das Ausbildungsschiff Störtebeker der ehemaligen Ingenieurhochschule für Seefahrt Warnemünde/Wustrow bzw. Universität Rostock, Rufzeichen: Y3CS, ex ROS 224 „Görlitz“ des ehemaligen Fischkombinat Rostock, Bj. 1961, Peene-Werft Wolgast, Schiffstyp: Seiten-Trawler mit Eisklasse und „father and son drive“, LR Number 5133802 im REGISTER OF SHIPS 1994–95 von Lloyd’s Register.

Auch ein 2004 fertig gestelltes Bürogebäude in Hamburg wurde nach ihm benannt, das Störtebeker-Haus.

### Wissenschaftliche Literatur und Sachbücher
- Johannes Ruhr: Störtebeker. Der Weg eines Mythos. SKN, Norden 2011, ISBN 978-3-939870-92-0.
- Harm Bents u. a.: Störtebeker. Dichtung und Wahrheit. SKN, Norden 2003, ISBN 3-928327-69-0.
- Jörgen Bracker u. a. (Hrsg.): Gottes Freund – Aller Welt Feind. Wilhelm Zertani, Hamburg 2001, ISBN 3-9805772-5-2 (Ausstellungskatalog).
- Kurt Dröge: Bilder des Klaus Störtebeker: Zur Austauschbarkeit von Heldendarstellungen. BoD – Books on Demand 2018.
- Adolph Hofmeister: Störtebeker, Klaus. In: Allgemeine Deutsche Biographie (ADB). Band 36, Duncker & Humblot, Leipzig 1893, S. 459 f.
- Matthias Puhle: Die Vitalienbrüder. Klaus Störtebeker und die Seeräuber der Hansezeit. Campus, Frankfurt am Main 1994, ISBN 3-593-34525-0.
- Ralf Wiechmann u. a. (Hrsg.): Klaus Störtebeker? Ein Mythos wird entschlüsselt. Wilhelm Fink, München 2003, ISBN 3-7705-3837-4 online.
- Dieter Zimmerling: Störtebeker & Co. Die Blütezeite der Seeräuber in Nord- und Ostsee. Verlag die Hanse, Hamburg 2001, ISBN 3-434-52615-3.
- Gregor Rohmann: Der Kaperfahrer Johann Stortebeker aus Danzig. Beobachtungen zur Geschichte der „Vitalienbrüder“. In: Hansische Geschichtsblätter. 125 (2007), ISBN 978-3-933701-28-2, S. 77–119.
- Wilfried Ehbrecht (Hrsg.): Störtebeker. 600 Jahre nach seinem Tod (= Hansische Studien. Band XV). Trier 2005, ISBN 3-933701-14-7, hierin:
  - Matthias Puhle: Die Vitalienbrüder – Söldner, Seeräuber? S. 15–22.
  - Heinrich Schmidt: Das östliche Friesland um 1400. Territorialpolitische Strukturen und Bewegungen. S. 85–110.
  - Detlev Elmers: Die Schiffe der Hanse und der Seeräuber um 1400. S. 153–168.
  - Volker Henn: Das Störtebeker-Bild in der erzählenden Literatur des 19. und 20. Jahrhunderts. S. 273–290.
- Jens Freyler: Mit Störtebeker durch Hamburg. Ein ReiseGeister-Buch auf den Spuren des berühmten Freibeuters. Traveldiary Verlag, Hamburg 2010, ISBN 978-3-941796-06-5.
- Lutz Mohr: Das Leben, Lieben und Sterben des Freibeuterkapitäns Claus Störtebeker in ausgewählten pommerschen Sagen. In: GeschichtsBake. Hrsg. vom Verein für erlebbare Geschichte des Mare Balticum e. V. Stralsund, Jg. 1, Heft/2005, S. 10–20.
- Lutz Mohr: Störtebeker in Pommern. Piratenführer hinterließ sagenhafte Spuren zwischen Jasmunder Bodden und Stettiner Haff. In: Die Pommersche Zeitung. Jahrgang 64, Folge 13 vom 29. März 2014, S. 2.
- Maik Nolte, Gerhard Wiechmann: Söldner, Seeräuber, Serienhelden. Die Vitalienbrüder in der Geschichtswissenschaft und im „Groschenroman“ der Kaiserzeit. In: Schiff & Zeit/Panorama maritim. 71 (2010), S. 21–31.
- Stichwort: Störtebeker (M 66/M 566). In: Hans Hildebrand, Albert Röhr, Hans Otto Steinmetz: Die deutschen Kriegsschiffe. Biographien – ein Spiegel der Marinegeschichte von 1815 bis zur Gegenwart. sieben Bände in einem Band, 3. Auflage. Herrsching ca. 1984, hier: Band. 7, S. 113.
- Gabriele Dummschat: Klaus Störtebeker und die Hanse – Seefahrt und Piratenleben. Hinstorff, Rostock 2016, ISBN 978-3-356-02044-1.
- Andreas J. Haller: Mythische Räume der Gesetzlosigkeit in Erzählungen über Robin Hood, Klaus Störtebeker und Jesse James. Von der Typologie des Helden zur Topologie der Gesellschaft. Ergon, Baden-Baden 2020, ISBN 978-3-95650-607-9.
- Alexander Abusch (Vorwort), Hans-Joachim Theil (Red.): Klaus Störtebeker dramatische Ballade. Rügenfestspiele 1959 unter der Schirmherrschaft des Ministers für Kultur der Deutschen Demokratischen Republik. Röder, Leipzig 1959 (Nachweis beim Deutschen Historischen Museum).
- Heinz Gundlach (Hrsg.): Klaus Störtebeker in Ralswiek. Legende, Traum und Wirklichkeit. Mit Beiträgen von Peter Herfert, Hans-Joachim Bernhard, Heinz Gundlach, Christine Gundlach, Bernhard Scholz, Horst Zimmermann und Hans-Joachim Theil. Hinstorff, Rostock 1984, DNB 850864623.
- Lucas Jenni: Klaus Störtebeker und sein Mythos in der DDR. Eine Analyse anhand der beiden Texte Die Vitalienbrüder von Willi Bredel und Klaus Störtebeker von KuBa. Diplomarbeit, Universität Wien, 2008.

### Belletristik
- Georg Engel: Claus Störtebecker. Roman in zwei Bänden. (13. Auflage) Union Deutsche Verlagsgesellschaft, Stuttgart / Berlin / Leipzig 1920.
  - Vollständige Neuausgabe, Hofenberg, Berlin 2016, ISBN 978-3-8430-1458-8.
- Klabund: Störtebecker im Projekt Gutenberg-DE, 1926.
- Georg Kranich: Störtebeker. Kleins Buch- und Kunstverlag, Lengerich (Westf) 1950.
- Wilhelm Fischer: Störtebeker. Der grösste Seeräuber aller Zeiten. Band 1: Störtebekers Kampf und Aufstieg. Band 2: Sieg und Ende des grossen Seeräubers. W. Fischer Verlag, Göttingen 1954 ff.
- Kurt Barthel: Klaus Störtebeker. (Dramatische Ballade), Leipzig 1959.
- Felix Huby: Störtebeker. Deutscher Bücherbund, Stuttgart / München 1985, DNB 944455697.
- Egon Günther: Der Pirat. Aufbau-Verlag, Berlin / Weimar 1988, ISBN 3-351-01171-7.
- Wilhelm Lobsien: Klaus Störtebeker. Eine Erzählung aus der Zeit der Vitalienbrüder. Westholsteinische Verlagsanstalt Boyens, Heide 1995, ISBN 3-8042-0675-1.
- Karl F. Kohlenberg: Störtebeker. Langen-Müller bei F. A. Herbig, 1991, ISBN 3-7844-2325-6.95, ISBN 3-8042-0675-1.
- Willi Bredel: Die Vitalienbrüder. Ein Störtebeker-Roman. Hinstorff, Rostock 1996, ISBN 3-356-00658-4.
- Thomas Einfeldt: Störtebekers Kinder. Ueberreuter, Wien 2001, ISBN 3-8000-2771-2.
- Thomas Einfeldt: Störtebekers Gold. Ein Roman aus der Hansezeit. Piper, München 2002, ISBN 3-492-26022-5.
- Gustav Schalk: Klaus Störtebeker. Ueberreuter, Wien 2002, ISBN 3-8000-2876-X.
- Boy Lornsen: Gottes Freund und aller Welt Feind. Mit Klaus Störtebeker auf Kaperfahrt. Carlsen, Hamburg 2005, ISBN 3-551-35447-2.
- Jörgen Bracker: Zeelander. Der Störtebeker Roman. Murmann, Hamburg 2005, ISBN 3-938017-42-2.
- Gloria von Felseneck u. a.: Klaus Störtebeker. Kelter-Verlag, Hamburg 2005 ff. (Heftromanserie).
- Berndt List: Das Gold von Gotland. Ein Störtebeker Roman. Kindler Reinbek 2006, ISBN 3-463-40499-0.
- Hugo Paul Uhlenbusch: Der Schatz auf Gotland. Eine Störtebeker-Erzählung (= Die kleine Glockenbücherei. Band 24). Gauverlag, Bayreuth 1943.
- Hans G. Stelling: Der Blutrichter. Ein Hanse Roman. Deutscher Taschenbuch Verlag, München 2009, ISBN 978-3-423-40186-9.
- Klaus Scheidt: Störtebeker – Ein Spätmittelalter-Roman. Du-Lac-Verlag, Kassel 2015, ISBN 978-3-9816543-5-6.
- Marvin Chlada (Hrsg.): Störtebeker. Seeräuber, Volksheld, Legende – eine Anthologie. Trikont-Duisburg / Verlag Dialog-Edition, Duisburg / Istanbul 2017, ISBN 978-3-945634-20-2.

Es erschienen auch Heftromanserien, die mit dem historischen Störtebeker nur Grundzüge gemein hatten:
- Klaus Störtebecker der gefürchtete Herrscher der Meere. 60 Hefte im Verlagshaus für Volksliteratur und Kunst, Berlin 1908/09. Reprint in 54 Ausgaben Neues Verlagshaus für Volksliteratur, Berlin 1932/33.
- Klaus Störtebeker – Der kühnste Pirat aller Zeiten. 8 Hefte im Jupiter-Verlag, Darmstadt 1953.
- Klaus Störtebeker – Liebe und Abenteuer eines Freibeuters. 12 Hefte, Martin Kelter-Verlag, Hamburg 2005/2006.

### Comics
- Schrecken der Meere. Klaus Störtebecker der große Seeräuber, Abenteuer der Weltgeschichte. Die interessante Jugendzeitschrift, Nr. 43 (Walter Lehning Verlag, Hannover) o. J. [ca. 1955]
- Harm Bengen: Störtebeker. Lappan, Oldenburg 2010, ISBN 978-3-89982-309-7 (Erstauflage 1993).
- Klaus Lingenauber: Störtebekers Beifang. Freibeuter wider Willen. Convent-Verlag, Hamburg 2006, ISBN 3-86633-002-2.
- Kim Schmidt, Patrick Wirbeleit (Text): Freunde und Feinde. Störtebeker 01. Carlsen Comics, Hamburg 2004, ISBN 3-551-77531-1.
- Till Lenecke: Auf Kaperfahrt mit Störtebeker. Hinstorff, Rostock 2016, ISBN 978-3-356-02040-3 (Graphic Novel).

### Hörbücher
- Störtebeker – ein norddeutscher Pirat. 80 Min., Hörbuch-Verlag und Hörbuch-Produktion Dr. Dahms, Hamburg 2006, ISBN 3-9810307-4-5.
- Claus Störtebecker von Georg Engel Kostenloses Hörbuch bei LibriVox
- Klaus Störtebecker – Gottes Freund und aller Welt Feind. Europa Verlag, 1969.
- Wer war Klaus Störtebeker? Auditorium maximum, Darmstadt 2010, ISBN 978-3-534-60124-0.
- Offenbarung 23 – Folge 12 Der Piratenschatz. Hörspiel, Verlag Lübbe-Audio 2005–2010, ISBN 978-3-7857-3219-9.